# Charte du patient hospitalisé
En France, la charte du patient hospitalisé est annexée à la circulaire ministérielle no 95-22 du 6 mai 1995, relative aux droits des patients hospitalisés.

## Principes généraux de la charte du patient hospitalisé
Le service public hospitalier est accessible à tous et en particulier aux personnes les plus démunies. Il est adapté aux personnes handicapées.
Les établissements de santé garantissent la qualité des traitements, des soins et de l’accueil. Ils sont attentifs au soulagement de la douleur.
L’information donnée au patient doit être accessible et loyale. Le patient participe aux choix thérapeutiques qui le concernent. Un acte médical ne peut être pratiqué qu’avec le consentement libre et éclairé du patient.
Un consentement spécifique est prévu notamment pour les patients participant à une recherche biomédicale, pour le don et l’utilisation des éléments et produits du corps humain et pour les actes de dépistage.
Le patient hospitalisé peut, à tout moment, quitter l’établissement sauf exceptions prévues par la loi, après avoir été informé des risques qu’il court.
La personne hospitalisée est traitée avec égards. Ses croyances sont respectées. Son intimité doit être préservée ainsi que sa tranquillité. Le respect de la vie privée est garanti à tout patient hospitalisé ainsi que la confidentialité des informations personnelles, médicales et sociales qui le concernent.
Le patient a accès aux informations contenues dans son dossier notamment d’ordre médical par l’intermédiaire d’un praticien qu’il choisit librement.
Le patient hospitalisé exprime ses observations sur les soins et l’accueil et dispose du droit de demander réparation des préjudices qu’il estimerait avoir subis. 

## Introduction
Le malade, le blessé, la femme enceinte, accueilli en établissement de santé ou suivi en hospitalisation à domicile, ainsi que la personne âgée hébergée, est une personne avec des droits et des devoirs.
Elle ne saurait être considérée uniquement, ni même principalement, du point de vue de sa pathologie, de son handicap ou de son âge.
Au-delà de la réglementation sanitaire qu'ils appliquent, les établissements de santé se doivent de veiller au respect des droits de l'homme et du citoyen reconnus universellement, ainsi que des principes généraux du droit français :
- non-discrimination
- respect de la personne
- respect sa liberté individuelle
- respect de sa vie privée
- respect de son autonomie.

Les 5 droits du patient hospitalisé sont :
- information du patient sur son état de santé et consentement aux soins
- droit de refuser un traitement
- droit d'être accompagné d'une personne de confiance
- droit d'exprimer sa volonté dans des directives anticipées
- accès au dossier médical

Les établissements doivent, en outre, prendre toutes dispositions pour que les principes issus de la loi et relatifs au respect du corps humain soient appliqués. À ce titre, il leur faut assurer la primauté de la personne et interdire toute atteinte à la dignité de celle-ci.
De même, ils doivent veiller à la bonne application des règles de déontologie médicale et paramédicale.
Enfin, ils s'assurent que les patients ont la possibilité de faire valoir leurs droits.
L'objectif de la présente Charte est de faire connaître concrètement les droits essentiels des patients accueillis dans les établissements de santé, tels qu'ils sont affirmés par les lois, décrets et circulaires dont la liste est annexée à la circulaire ci-dessus mentionnée.
L'application de la Charte du patient s'interprète au regard des obligations nécessaires au bon fonctionnement de l'institution et auxquelles sont soumis le personnel et les patients. Le patient doit pouvoir prendre connaissance du règlement intérieur qui précise celles-ci. Les dispositions qui le concernent, en particulier, les obligations qui s'appliquent à l'établissement, aux personnels et aux patients, seront si possible intégrées dans le livret d'accueil.
Cette Charte est remise à chaque patient ainsi qu'un questionnaire de sortie, annexés au livret d'accueil, dès son entrée dans l'établissement.

## De l'accès au service hospitalier
Les établissements de santé qui assurent le service public hospitalier accueillent toutes personnes, quels que soient leur origine, leur sexe, leur situation de famille, leur âge, leur état de santé, leur handicap, leurs opinions politiques, syndicales, philosophiques ou religieuses.
Ils les accueillent de jour comme de nuit, éventuellement en urgence. À défaut, ils doivent tout mettre en œuvre pour assurer leur admission dans un autre établissement.
Les établissements doivent réaliser les aménagements nécessaires à l'accueil des personnes souffrant d'un handicap physique, mental ou sensoriel. Ils prennent les mesures de nature à tenir compte des difficultés de compréhension et de communication des patients et de leurs mandataires.
À l'égard des difficultés de nature linguistique, le recours à des interprètes ou à des associations spécialisées dans les actions d'accompagnement des populations immigrées sera recherché.
L'accès au service public hospitalier est garanti à tous, et, en particulier, aux personnes les plus démunies, quand bien même elles ne pourraient justifier d'une prise en charge par l'assurance maladie ou l'aide médicale. En situation d'urgence, lorsque leur état le justifie, elles doivent être admises à l'hôpital. Lorsque l'hospitalisation n'est pas justifiée, il importe que celles-ci puissent être examinées et que des soins leur soient prescrits.
L'hôpital est un lieu d'accueil privilégié où les personnes les plus démunies doivent pouvoir faire valoir leurs droits, y compris sociaux. Dans ce but, le soin et l'accueil doivent s'accompagner d'une aide dans
les démarches administratives et sociales, tels qu'ils sont définis par circulaires.
L'assistance sociale ou, à défaut, la surveillante du service, est à la disposition des patients, ou à celle de leur famille, pour les aider à résoudre leurs difficultés personnelles, familiales, administratives ou matérielles liées à leur hospitalisation.
Dans l'esprit de la Charte des associations de bénévoles à l'hôpital du 29 mai 1991, le directeur peut conclure des conventions avec des associations de patients, précisant les conditions d'intervention de celles-ci dans l'établissement. Leur mission est d'apporter une aide et un soutien à toute personne qui le souhaite, ou de répondre à des demandes spécifiques. La liste des associations concernées figure de préférence dans le livret d'accueil. À défaut, tout patient peut la demander.

## Des soins
Les établissements de santé assurent les examens de diagnostic, la surveillance et le traitement des malades, des blessés et femmes enceintes en tenant compte des aspects psychologiques des patients. Ils leur dispensent les soins préventifs, curatifs ou palliatifs que requiert leur état, et veillent à la continuité des soins à l'issue de leur admission ou de leur hébergement.
Au cours de ces traitements et ces soins, la prise en compte de la dimension douloureuse, physique et psychologique des patients, et le soulagement de la souffrance, doivent être une préoccupation constante de tous les intervenants. Tout établissement doit se doter des moyens propres à prendre en charge la douleur des patients qu'ils accueillent, et intégrer ces moyens dans son projet d'établissement, en application de l'article L. 710-3-1 du code de la santé publique (loi n°95-116 du 4 février 1995).
L'évolution des connaissances scientifiques et techniques permet d'apporter, dans la quasi-totalité des cas, une réponse aux douleurs, qu'elles soient chroniques ou non, qu'elles soient ressenties par des enfants, des adultes ou des personnes en fin de vie.
Lorsque des personnes sont parvenues au terme de leur existence, elles reçoivent des soins d'accompagnement qui répondent à leurs besoins spécifiques. Elles sont accompagnées, si elles le souhaitent, par leurs proches et les personnes de leur choix et, naturellement, par le personnel. La circulaire DGS du 26 août 1986 constitue en ce domaine une référence en matière d'organisation des soins et d'accompagnement.

## De l'information du patient et de ses proches
Les établissements doivent veiller à ce que l'information médicale et sociale des patients soit assurée et que les moyens mis en œuvre soient adaptés aux éventuelles difficultés de communication ou de compréhension des patients, afin de garantir à tous l'égalité d'accès à l'information.
Le secret médical n'est pas opposable au patient. Le médecin doit donner une information simple, accessible, intelligible et loyale à tous les patients. Il répond avec tact et de façon adaptée aux questions de ceux-ci. Afin que le patient puisse participer pleinement, notamment aux choix thérapeutiques qui le concernent et à leur mise en œuvre quotidienne, les médecins et le personnel paramédical participent à l'information du malade, chacun dans son domaine de compétences.
Comme le suggère l'article 4 de la Charte de l'enfant hospitalisé, les mineurs sont informés des actes et examens nécessaires à leur état de santé, en fonction de leur âge et de leurs facultés de compréhension, dans la mesure du possible et indépendamment de l'indispensable information de leurs représentants légaux. Les majeurs protégés bénéficient d'une information appropriée.
La famille et les proches doivent pouvoir disposer d'un temps suffisant pour avoir un dialogue avec les médecins responsables.
Pour des raisons légitimes et qui doivent demeurer exceptionnelles, un malade peut être laissé dans l'ignorance d'un pronostic ou d'un diagnostic graves. Un pronostic fatal doit être révélé avec circonspection, mais, à moins que le patient n'ait préalablement interdit, notamment au cours d'entretiens avec le médecin, cette révélation, ou désigné les tiers auxquels elle doit être faite, les proches doivent généralement en être prévenus. De même, la volonté du patient de ne pas être informé sur son état de santé doit être respectée.

## Du principe général du consentement préalable
L'intangibilité de l'intégrité corporelle de chaque personne et l'indisponibilité du corps humain sont des principes fondamentaux auxquels il ne peut être dérogé que par nécessité thérapeutique pour la personne et avec son consentement préalable. C'est pourquoi, aucun acte médical ne peut être pratiqué sans le consentement du patient, hors le cas où son état rend nécessaire cet acte auquel il n'est pas à même de consentir.
Ce consentement doit être libre et renouvelé pour tout acte médical ultérieur. Il doit être éclairé, c'est-à-dire que le patient doit avoir été préalablement informé des actes qu'il va subir, des risques normalement prévisibles en l'état des connaissances scientifiques et des conséquences que ceux-ci pourraient entraîner.
Tout patient, informé par un praticien des risques courus, peut refuser un acte de diagnostic ou un traitement, l'interrompre à tout moment à ses risques et périls. Il peut également estimer ne pas être suffisamment informé, souhaiter un délai de réflexion ou l'obtention d'un autre avis professionnel.
Le mineur ne pouvant prendre de décisions graves le concernant, il revient aux détenteurs de l'autorité parentale d'exprimer leur consentement. Toutefois, lorsque la santé ou l'intégrité corporelle d'un mineur risque d'être compromise par le refus du représentant légal ou l'impossibilité de recueillir le consentement de celui-ci, le médecin responsable peut saisir le Procureur de la République, afin de provoquer les mesures d'assistance éducative permettant de donner les soins qui s'imposent. La Charte de l'enfant hospitalisé suggère que si l'avis du mineur peut être recueilli, le médecin doit en tenir compte dans toute la mesure du possible.
Le médecin doit tenir compte de l'avis de l'incapable majeur. Toutefois, l'attention est appelée sur le fait que dans certains cas, précisés par le juge, il convient également de recueillir le consentement des représentants légaux. Le médecin responsable a la capacité de saisir le Procureur de la République si la santé ou l'intégralité corporelle du majeur protégé risque d'être compromise par le refus du représentant légal ou l'impossibilité de recueillir le consentement de celui-ci.

## Du consentement spécifique pour certains actes
En plus du principe général du consentement préalable, des dispositions particulières s'appliquent notamment pour les actes ci-après.
Préalablement à la réalisation d'une recherche biomédicale sur une personne, le consentement libre, éclairé et exprès doit être recueilli dans le strict respect des articles L. 209-1 et suivants du code de la santé publique. Des dispositions particulières sont applicables respectivement aux femmes enceintes ou qui allaitent, aux personnes privées de liberté par une décision judiciaire ou administrative, aux mineurs, majeurs sous tutelle, personnes séjournant dans un établissement sanitaire ou social et malades en situation d'urgence.
Le traitement de données nominatives ayant pour fin la recherche a lieu dans les conditions prévues par la loi n° 94-548 du 1er juillet 1994.
Le consentement, dans le domaine du don et de l'utilisation des éléments et des produits du corps humain, de l'assistance médicale à la procréation et du diagnostic prénatal, est recueilli dans les conditions prévues par la loi n° 94-654 du 29 juillet 1994. Le prélèvement d'éléments du corps humain et la collecte de ses produits ne peuvent être pratiqués sans le consentement du donneur. Le consentement est révocable à tout moment et sans condition de forme.
Aucun prélèvement d'organe, de tissus, de cellules, aucune collecte de produits du corps humain en vue de dons ne peut avoir lieu sur une personne vivante mineure ou sur une personne vivante majeure faisant l'objet d'une mesure de protection légale. Toutefois, un prélèvement de moelle osseuse peut être effectué sur une personne mineure au bénéfice de son frère ou de sa sœur avec les garanties et dans les conditions définies par la loi.
Le prélèvement d'organe, à des fins thérapeutiques, sur une personne décédée, ne peut être réalisé que si la personne n'a pas fait connaître de son vivant son refus d'un tel prélèvement, dans les conditions définies par la loi. Si le médecin n'a pas connaissance de la volonté du défunt, il doit s'efforcer de recueillir les témoignages de la famille. Si la personne décédée était un mineur ou un majeur faisant l'objet d'une mesure de protection légale, le prélèvement en vue d'un don ne peut avoir lieu qu'à la condition que chacun des titulaires de l'autorité parentale ou le représentant légal y consente expressément par écrit.
Aucun prélèvement à des fins scientifiques autres que celles ayant pour but de rechercher les causes du décès ne peut être effectué sans le consentement du défunt, exprimé directement ou par le témoignage de sa famille. Toutefois, lorsque le défunt est un mineur, ce consentement est exprimé par un des titulaires de l'autorité parentale.
La famille et les proches doivent être informés des prélèvements en vue de rechercher les causes du décès.
Le consentement préalable des personnes sur lesquelles sont effectuées des études de leurs caractéristiques génétiques est recueilli par écrit dans les conditions fixées par la loi n°94-653 du 29 juillet 1994, relative au respect du corps humain.
Le dépistage notamment du virus de l'immunodéficience humaine (VIH) n'est obligatoire que dans certains cas (dons de sang, de tissus, de cellules et notamment de sperme et de lait). Dans les autres cas, tout dépistage pour lequel un consentement préalable n'a pas été obtenu est interdit. Aucun dépistage ne peut être fait à l'insu du patient. Un tel dépistage est passible d'un recours pour atteinte à la vie privée. Un dépistage volontaire peut être proposé au patient, dans le respect des règles appelées par la circulaire DGS/DH du 28 octobre 1987, dont celle du libre consentement, après information personnalisée.

## De la liberté individuelle
Un patient hospitalisé peut, à tout moment, quitter l'établissement après avoir été informé des risques possibles pour son état, et après avoir signé une décharge. À défaut de cette décharge, un document interne est rédigé.
Le patient ne peut être retenu dans l'établissement en dehors du cas des personnes ayant nécessité, en raison de troubles mentaux, une hospitalisation à la demande d'un tiers, ou d'office, et sous réserve des dispositions applicables aux mineurs, et sous certaines conditions aux majeurs faisant l'objet d'une mesure de protection légale.
Toute personne hospitalisée avec son consentement pour des troubles mentaux dispose des mêmes droits liés à l'exercice des libertés individuelles que ceux reconnus aux autres patients. Les articles L. 326 et suivants du code de la santé publique prévoient des restrictions à l'exercice des libertés individuelles des personnes hospitalisées sans consentement pour troubles mentaux, limitées à celles nécessitées par leur état de santé et la mise en œuvre de leur traitement. Ces personnes doivent être informées dès leur admission et, par la suite à leur demande, de leur situation juridique et de leurs droits.
Les personnes gardées à vue et les détenus hospitalisés disposent des mêmes droits que les autres patients hospitalisés, dans les limites prévues par la législation concernant, en particulier, les communications avec l'extérieur et la possibilité de se déplacer à l'intérieur de l'établissement. Lorsqu'un détenu ou une personne gardée à vue demande à quitter l'établissement de soins, les mesures sont prises pour qu'il soit remis à la disposition des autorités qui en ont la charge.

## Du respect de la personne et de son intimité
Le respect de l'intimité du patient doit être préservé lors des soins, des toilettes, des consultations et des visites médicales, des traitements pré et postopératoires, des radiographies, des brancardages et à tout moment de son séjour hospitalier. La personne hospitalisée est traitée avec égards et ne doit pas souffrir de propos et d'attitudes équivoques de la part du personnel.
Les patients hospitalisés dans un établissement assurant également des missions d'enseignement donnent leur consentement préalable, s'ils sont amenés à faire l'objet de ces missions, notamment lors de la présentation de cas aux étudiants en médecine. Il ne peut être passé outre à un refus du patient. Les mêmes prescriptions doivent être respectées en ce qui concerne les actions de formation initiale et continue des personnels médicaux et paramédicaux ayant lieu auprès des patients.
L'établissement de santé doit respecter les croyances et convictions des personnes accueillies. Un patient doit pouvoir, dans la mesure du possible, suivre les préceptes de sa religion (recueillement, présence d'un ministre du culte de sa religion, nourriture, liberté d'action et d'expression...). Ces droits s'exercent dans le respect de la liberté des autres. Tout prosélytisme est interdit, qu'il soit le fait d'une personne accueillie dans l'établissement, d'une personne bénévole, d'un visiteur ou d'un membre du personnel.
Les établissements prennent les mesures qui assurent la tranquillité des patients et réduisent au mieux les nuisances liées notamment au bruit et à la lumière, en particulier aux heures de repos et de sommeil des patients.
Ils organisent le fonctionnement des consultations externes et l'accomplissement des formalités administrative liées à l'hospitalisation, de manière que les déplacements et les délais d'attente soient réduits le plus possible.

## Du droit à la vie privée et à la confidentialité
Tout patient hospitalisé a le droit au respect de sa vie privée comme le prévoient l'article 9 du code civil et la Convention européenne des Droits de l'Homme.
Le personnel hospitalier est tenu au secret professionnel défini par les articles 226-13 et 226-14 du code pénal et à la discrétion professionnelle définie par l'article 26 de la loi n° 83-634 du 13 juillet 1983 modifiée, relative aux droits et obligations des fonctionnaires.
Une personne hospitalisée peut demander que sa présence ne soit pas divulguée. L'établissement public de santé garantit la confidentialité des informations qu'il détient sur les personnes hospitalisées (informations médicales, d'état civil, administratives, financières). Aucune personne non habilitée par le malade lui-même ne peut y avoir accès, sauf procédures judiciaires exécutées dans les formes prescrites. Toutefois, ces procédures judiciaires ne sont pas de nature à entraîner la levée des anonymats garantis par la loi.
La personne hospitalisée peut recevoir dans sa chambre les visites de son choix en respectant l'intimité et le repos des autres patients. Elle a le droit à la confidentialité de son courrier, de ses communications téléphoniques, de ses entretiens avec des visiteurs et avec les professionnels de santé.
L'accès des journalistes, photographes, démarcheurs publicitaires et représentants de commerce auprès des patients ne peut avoir lieu qu'avec l'accord exprès de ceux-ci et sous réserve de l'autorisation écrite donnée par le directeur de l'établissement. Cet accès doit être utilisé avec mesure afin d'éviter tout abus de l'éventuelle vulnérabilité des patients.
La personne hospitalisée peut, dans la limite du respect des autres patients et de l'espace de sa chambre, apporter des effets personnels. Le régime de responsabilité, en cas de perte, vol ou détérioration de ces objets, ainsi que des objets autorisés à être déposés, est défini par la loi n° 92-614 du 6 juillet 1992 et ses textes d'application.

## De l'accès aux informations contenues dans les dossiers administratifs et médicaux
Depuis, la loi 2002-303 du 4 mars 2002, relative aux droits des malades et à la qualité du système de santé, le patient bénéficie d'un accès direct au contenu de son dossier médical, sans passer par l'intermédiaire d'un médecin comme auparavant. Le patient peut soit obtenir la communication de son dossier par l'envoi de copies, soit consulter sur place son dossier. En cas de consultation sur place, il peut se faire assister par une tierce personne. En cas d'envoi de copies de son dossier, les frais de reproduction et d'envoi sont à sa charge.
Le médecin qui a orienté un patient vers un établissement de santé a accès au dossier médical de ce patient, avec l'accord de celui-ci. Il est tenu informé de l'état de santé de son patient par un praticien hospitalier, dans les meilleurs délais.
Dans les établissements de santé, les conditions de communications entre médecins, établissements de santé et patients, du carnet de santé s'appliquent selon la loi du 18 janvier 1994 et le décret n°95-234 du 1er mars 1995.
Toute personne accueillie a accès, sur sa demande, aux informations la concernant et contenues dans les fichiers informatiques de l'établissement, en application de la loi n°78-17 du 6 janvier 1978 (CNIL, Commission nationale de l'informatique et des libertés - 21 rue Saint Guillaume, 75007 PARIS, tel :0145444065).
L'usager a un droit d'accès aux documents administratifs, dans les conditions prévues par la loi n°78-753 du 17 juillet 1978. Il en fait la demande auprès du directeur de l'hôpital. En cas de refus exprès ou tacite de celui-ci, il peut solliciter l'avis de la CADA (Commission d'accès aux documents administratifs - 64 rue de Varenne, 75700 PARIS).

## Des voies de recours
Indépendamment de la possibilité de répondre au questionnaire de sortie remis avec le livret d'accueil à chaque patient, une personne hospitalisée peut faire part directement au directeur de l'établissement de santé de ses observations.
Chaque établissement est invité à organiser un suivi de la qualité des soins et de l'accueil à partir notamment de l'examen et du traitement des questionnaires, des réclamations exprimées auprès du directeur ou de son représentant et des plaintes ultérieures.
Si la personne hospitalisée ou ses ayants droit estiment avoir subi un préjudice, lors du séjour dans l'établissement de celle-ci, ils peuvent saisir le directeur de l'hôpital d'une réclamation préalable en vue d'obtenir réparation.
Si celle-ci n'aboutit pas comme il le souhaite, soit que la demande soit rejetée, soit que l'hôpital garde le silence pendant plus de quatre mois, l'auteur de la réclamation dispose de droits de recours contentieux. Le directeur s'efforce de mettre en place une fonction de médiation entre l'établissement et les patients, afin d'instruire dans les meilleurs délais les demandes de réparation pour préjudice et de donner à leurs auteurs les explications nécessaires.